# Open de Tenis Comunidad Valenciana 1995
LOpen de Tenis Comunidad Valenciana 1995 è stato un torneo di tennis giocato sulla terra rossa di Valencia in Spagna. È stata la 1ª edizione del torneo, che fa parte della categoria World Series nell'ambito dell'ATP Tour 1995. il torneo si è giocato dal 2 al 9 ottobre 1995.

## Campioni

### Singolare
Sjeng Schalken ha battuto in finale  Gilbert Schaller con il punteggio di 6–4, 6–2

### Doppio maschile
Tomás Carbonell /  Francisco Roig hanno battuto in finale  Tom Kempers /  Jack Waite con il punteggio di 7–5, 6–3